# Leelanau County
Leelanau County je okres na severozápadě jižní části státu Michigan v USA. K roku 2000 zde žilo 21 119 obyvatel. Správním městem okresu je Suttons Bay Township. Celková rozloha okresu činí 6 559 km².

## Sousední okresy
| Růžice kompasu | Delta County    | Schoolcraft County | Charlevoix County     | Růžice kompasu |
| Růžice kompasu | Door County, WI | Sever              | Antrim County         | Růžice kompasu |
| Růžice kompasu | Door County, WI | Leelanau County    | Antrim County         | Růžice kompasu |
| Růžice kompasu | Door County, WI | Jih                | Antrim County         | Růžice kompasu |
| Růžice kompasu |                 | Benzie County      | Grand Traverse County | Růžice kompasu |